# Elisabet de Lorena
Elisabet de Lorena (Nancy, Ducat de Lorena, 20 de febrer de 1574 - Ranshofen, Electorat de Baviera, 6 de gener de 1635) fou una princesa de Baviera. Era filla del duc Carles III de Lorena i Clàudia de França i neta per línia paterna de Francesc I de Lorena i Cristina de Dinamarca, i per línia materna del rei Enric II de França i Caterina de Mèdici. Es casà el 5 de febrer de 1599 a la ciutat de Nancy, capital de la Lorena, amb l'elector Maximilià I de Baviera, el seu cosí. D'aquesta unió, però, no tingueren fills. Morí el 1636 a la ciutat de Ranshofen, sent enterrada a la ciutat de Múnic.